# Cotonou
Cotonou (phát âm tiếng Pháp: [kɔtɔnu]; Bản mẫu:Lang-fon) là thành phố lớn và trung tâm kinh tế của Bénin, cũng là thành phố lớn nhất quốc gia này. Thành phố có dân số chính thức là 761.137 người tính đến hết năm 2006. Tuy nhiên, con số ước tính cho thấy dân số của thành phố lên tới 1.200.000 người. Con số này vào năm 1960 chỉ là 70.000. Khu vực đô thị tiếp tục mở rộng, chủ yếu là về phía tây. Cotonou nằm ở phía đông nam của Benin, giữa Đại Tây Dương và hồ Nokoué.
Ngoài việc là thành phố lớn nhất của đất nước, Cotonou còn là trụ sở của hầu hết các cơ quan chính phủ và ngoại giao, mặc dù thủ đô chính thức là Porto-Novo. Thành phố này là một hải cảng lớn, có sân bay, và tuyến đường sắt nối với Parakou. Thành phố này còn có nhiều công trình lớn của đất nước như Sân vận động Stade de l'Amitie, nhà thờ chính tòa Cotonou, nhà thờ Hồi giáo Trung tâm Cotonou, cầu Ancien Pont và Chợ Dantokpa rộng 20 hecta có doanh thu lên tới hơn một tỷ Franc CFA mỗi ngày.

## Địa lý
Thành phố nằm trên khu vực bờ biển giữa Hồ Nokoué và Đại Tây Dương. Nó bị chia tách làm hai bởi một con kênh và vùng đầm phá Cotonou được người Pháp đào vào năm 1855. Cửa sông Oueme đổ vào Đại Tây Dương tại Cotonou.
Thành phố đã thiết lập cơ sở hạ tầng giao thông bao gồm đường hàng không, đường biển, đường sông (đến Porto-Novo) và các tuyến đường bộ tạo thuận lợi cho thương mại với các nước láng giềng Nigeria, Niger, Burkina Faso và Togo.
Sự xói mòn của bờ biển đã được ghi nhận trong nhiều thập kỷ. Nó trở nên tồi tệ hơn vào năm 1961, sau khi đập Nangbeto và cảng nước sâu Cotonou được xây dựng. Một dự án thí điểm do Chương trình Môi trường Liên Hợp Quốc (UNEP) tài trợ đã chỉ ra rằng trong 40 năm, bờ biển phía đông Cotonou đã ăn sâu vào 400 mét. Sự xói mòn này đã khiến nhiều người phải rời bỏ nhà cửa dọc theo bờ biển.